# Stsjapan Soecharenka
Stsjapan Mikalaevitsj Soecharenka of Stepan Soechorenko (Wit-Russisch: Сцяпан Мікалаевіч Сухарэнка) (27 januari 1957) was het hoofd van Wit-Russische KGB (KDB). Voor die tijd was hij plaatsvervangend hoofd van de KGB. In maart 2006 maakte hij bekend dat de demonstranten die in Minsk demonstreerden tegen de verkiezingsoverwinning van president Aleksandr Loekasjenko bezig waren met een samenzwering tegen het staatsgezag. Eind maart liet hij zijn troepen demonstranten arresteren. De Europese Unie heeft sancties aan Soecharenka opgelegd.